# Шарон (Канзас)
Шарон (англ. Sharon) — місто (англ. city) в США, в окрузі Барбер штату Канзас. Населення — 147 осіб (2020).

## Географія
Шарон розташований за координатами 37°15′0″ пн. ш. 98°25′4″ зх. д. / 37.25000° пн. ш. 98.41778° зх. д. (37.250031, -98.417709).  За даними Бюро перепису населення США в 2010 році місто мало площу 0,74 км², уся площа — суходіл.

## Демографія
Згідно з переписом 2010 року, у місті мешкало 158 осіб у 77 домогосподарствах у складі 48 родин. Густота населення становила 213 особи/км².  Було 98 помешкань (132/км²).
Расовий склад населення:
| - 90,5 % — білих - 3,2 % — корінних американців - 0,6 % — чорних або афроамериканців - 0,6 % — азіатів |

До двох чи більше рас належало 5,1 %. Частка іспаномовних становила 0,0 % від усіх жителів.
За віковим діапазоном населення розподілялося таким чином: 16,5 % — особи молодші 18 років, 59,4 % — особи у віці 18—64 років, 24,1 % — особи у віці 65 років та старші. Медіана віку мешканця становила 49,8 року. На 100 осіб жіночої статі у місті припадало 105,2 чоловіків;  на 100 жінок у віці від 18 років та старших — 100,0 чоловіків також старших 18 років.
Середній дохід на одне домашнє господарство  становив 57 415 доларів США (медіана — 50 313), а середній дохід на одну сім'ю — 71 133 долари (медіана — 57 500). За межею бідності перебувало 10,3 % осіб, у тому числі 15,8 % дітей у віці до 18 років та 13,3 % осіб у віці 65 років та старших.
Цивільне працевлаштоване населення становило 88 осіб. Основні галузі зайнятості: освіта, охорона здоров'я та соціальна допомога — 17,0 %, виробництво — 14,8 %, сільське господарство, лісництво, риболовля — 14,8 %.